# BMW Z4
BMW Z4는 BMW에서 만든 로드스터이다.

## 개요
BMW Z4에 대한 내용이다.

## 1세대(E85)

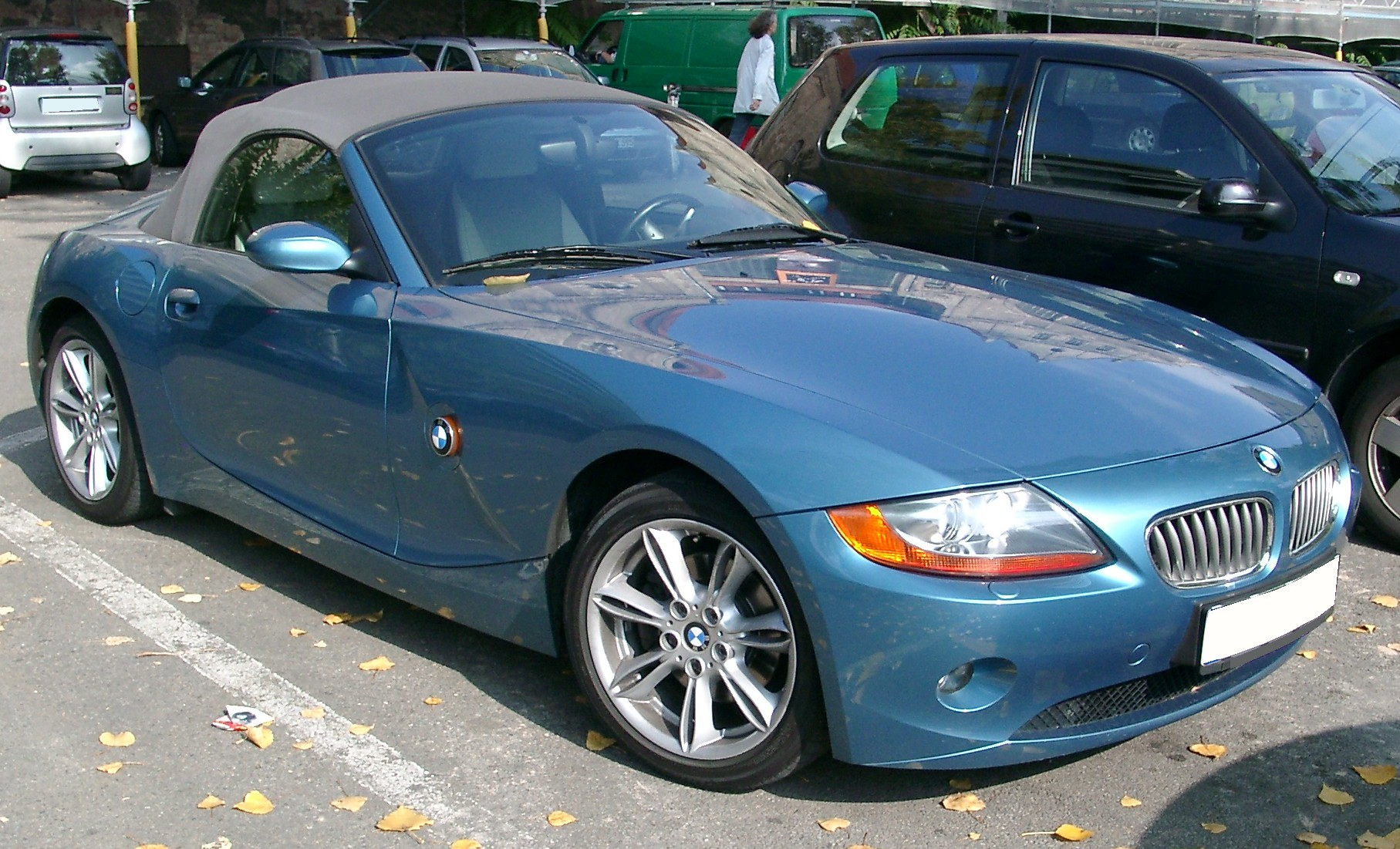
BMW Z4(전기형) 정측면

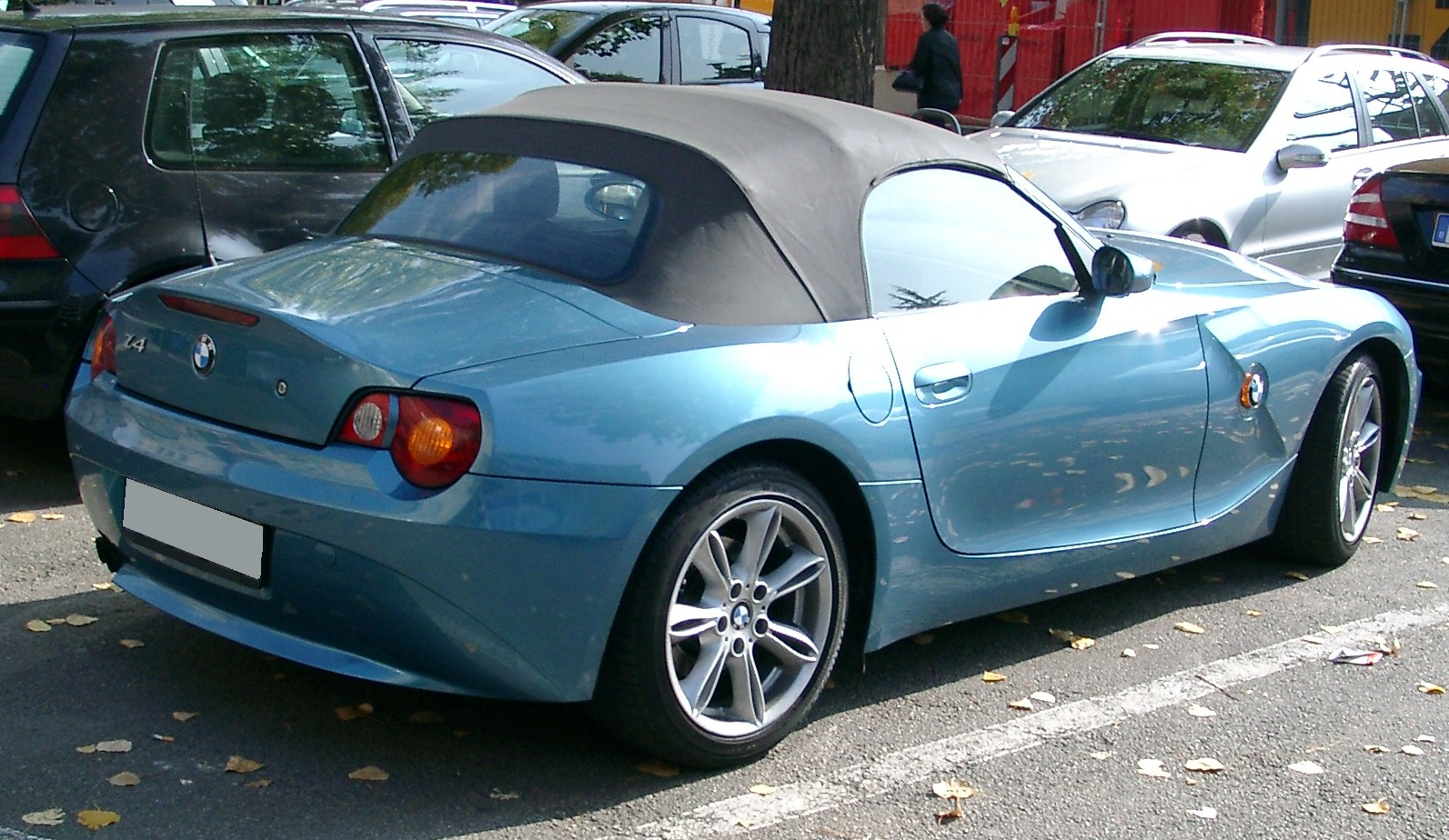
BMW Z4(전기형) 후측면

2002년에 Z3의 후속 차종으로 처음 출시되었다. 크리스 뱅글의 손을 거쳐 파격적인 디자인으로 완성되었고, 소위 Z 라인이라고 불리는 앞 펜더와 도어 사이에 있는 BMW 엠블럼을 통과하는 사선이 돋보인다. 소프트 탑 방식의 지붕은 버튼 조작을 톨해 10초 만에 개폐되며, 넓은 윤거와 낮은 무게 중심을 통해 주행 안정성을 높였다. 성능면에서 경쟁 차종에 비해 많은 호평을 얻었다. 2006년에는 페이스 리프트를 거쳤고, 로드스터만 있던 Z4에 쿠페가 추가되었다. 2007년에는 M 버전이 나왔다.

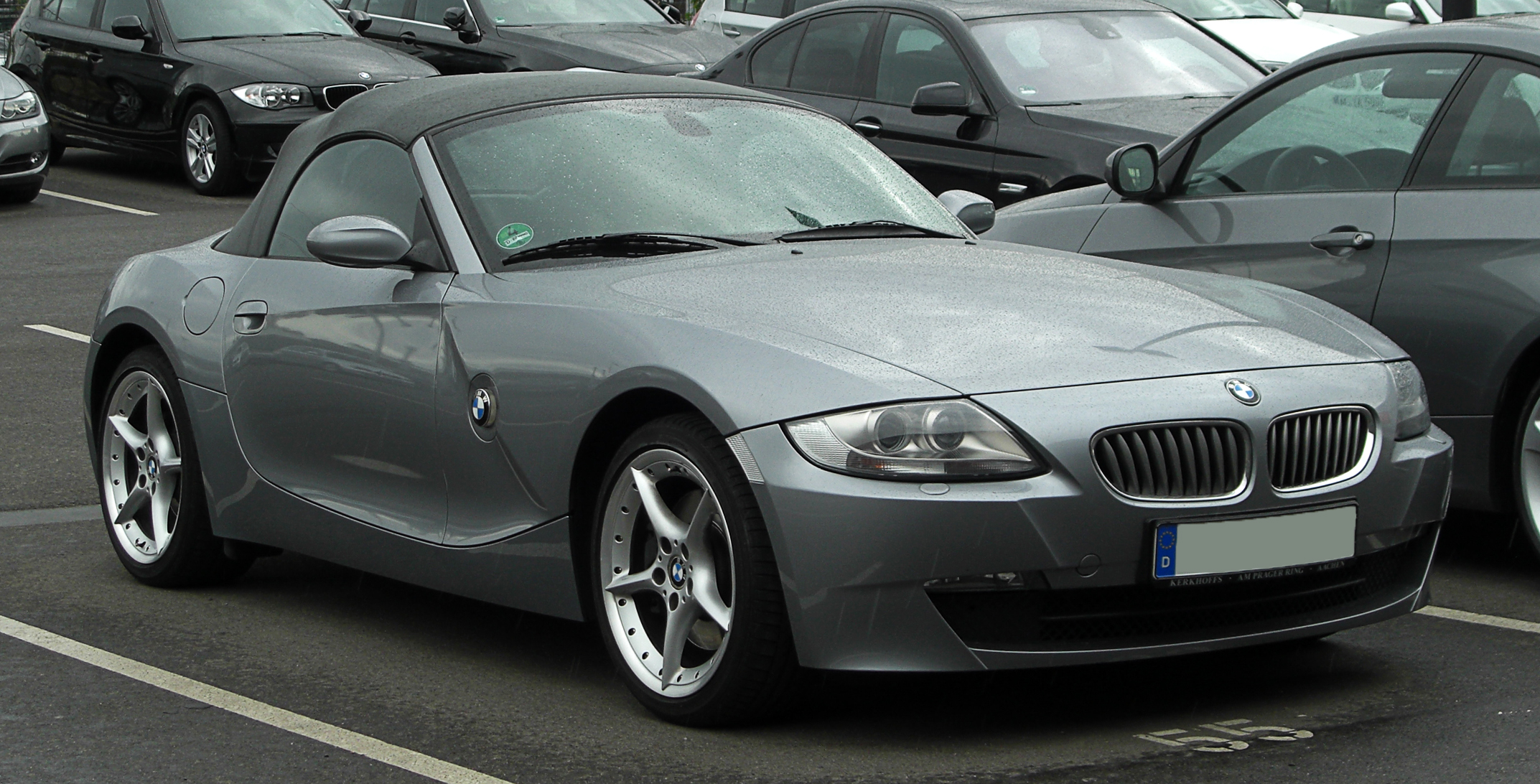
BMW Z4(후기형) 정측면
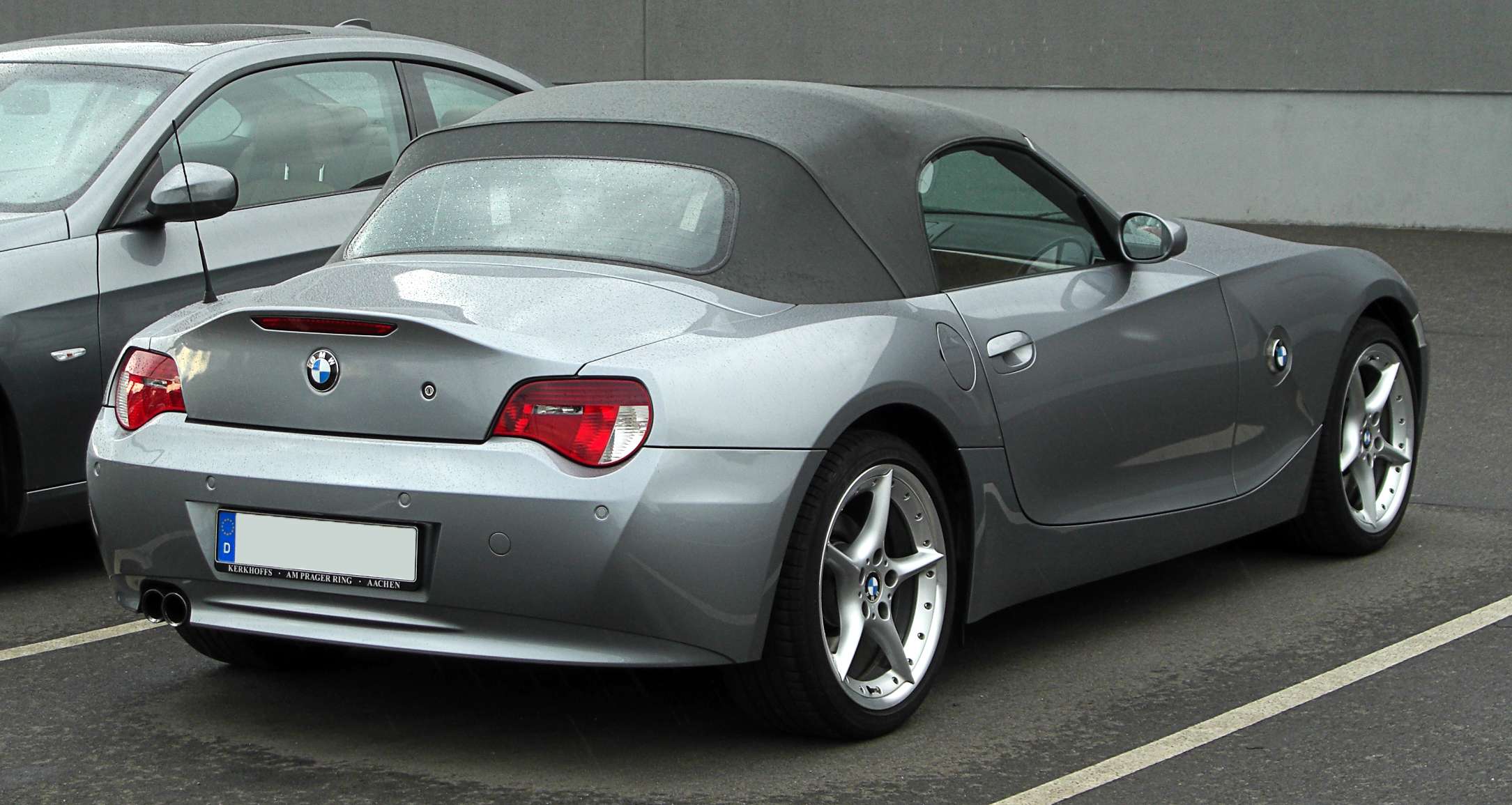
BMW Z4(후기형) 후측면
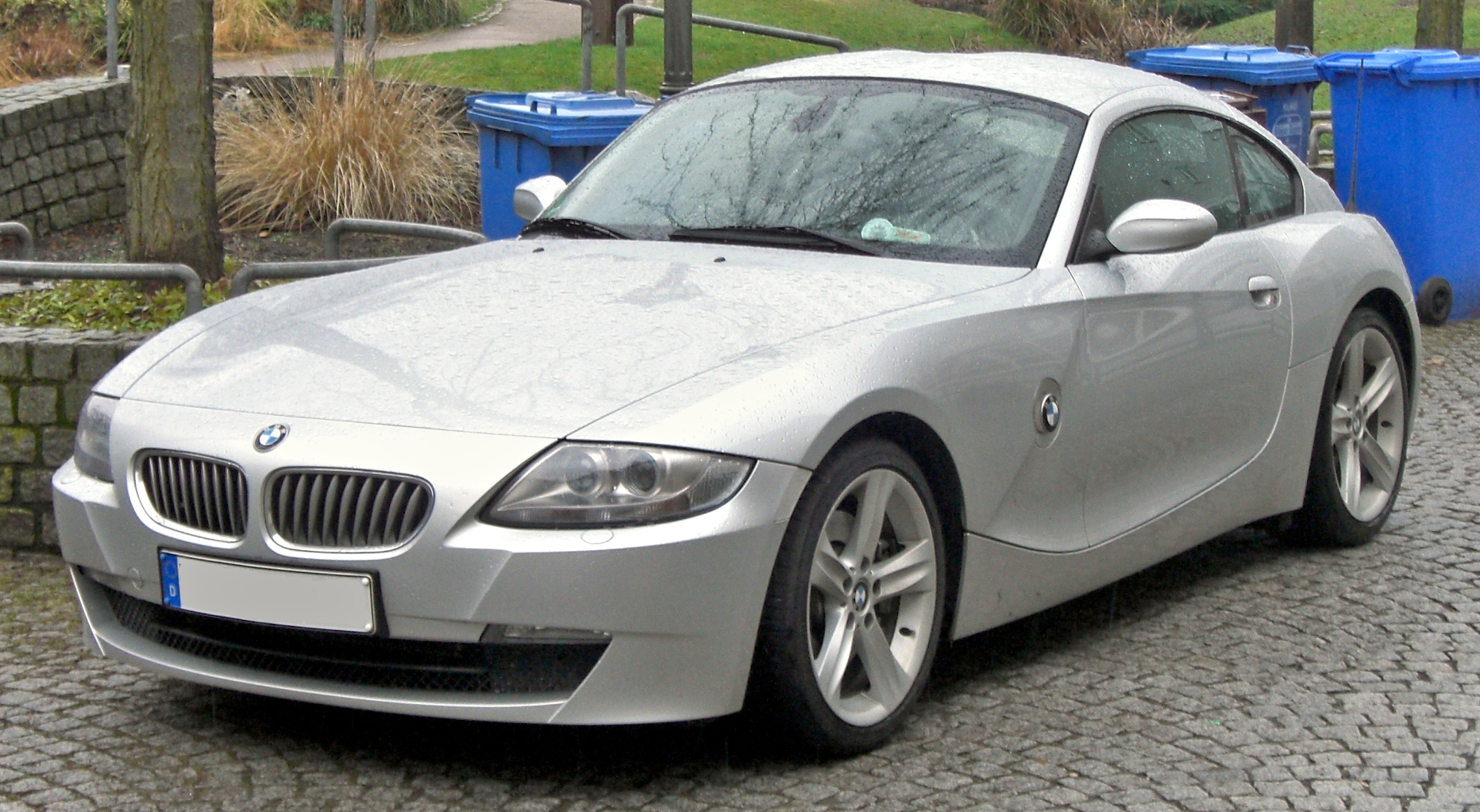
BMW Z4 쿠페 정측면
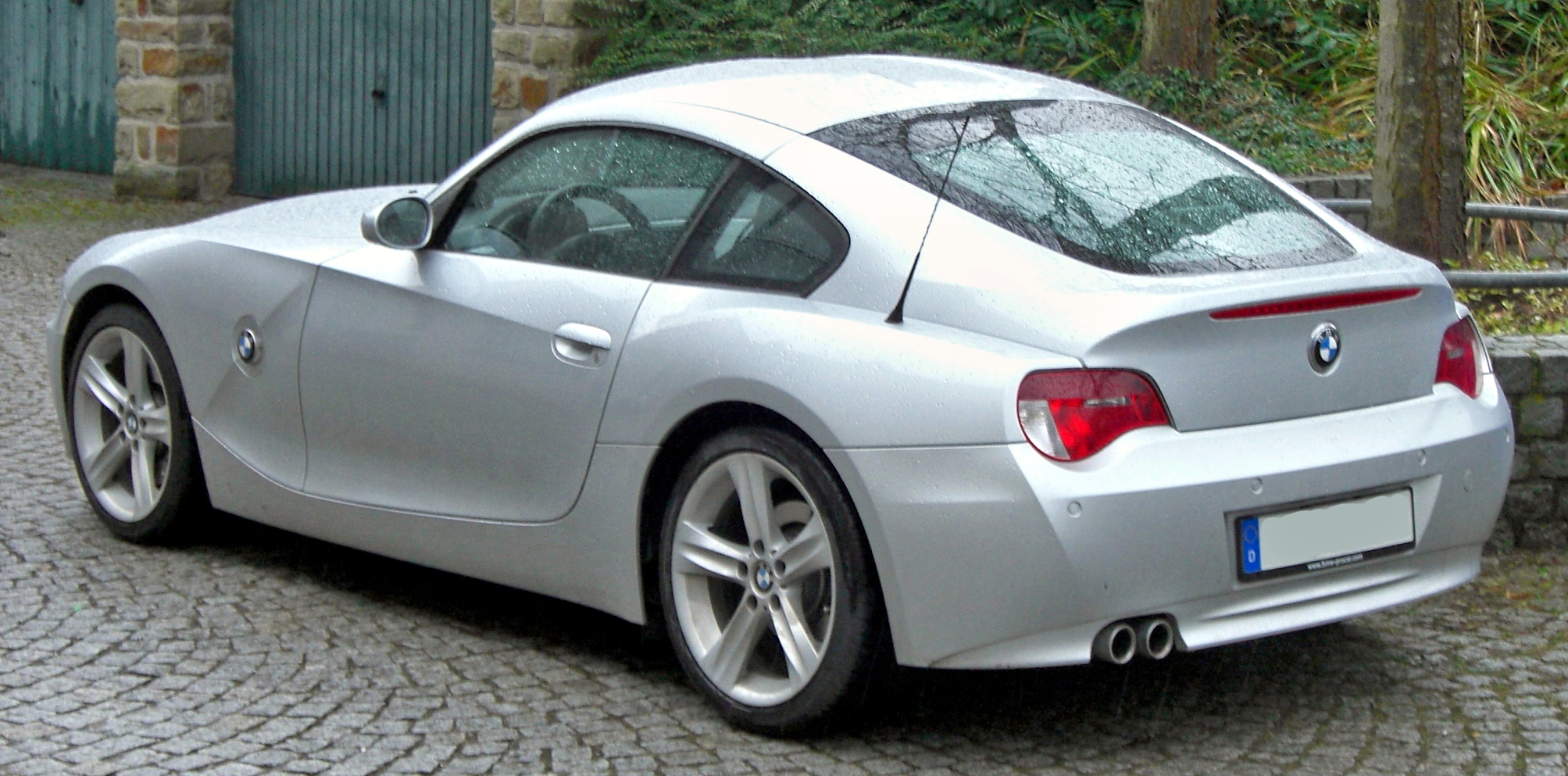
BMW Z4 쿠페 후측면

## 2세대(E89)

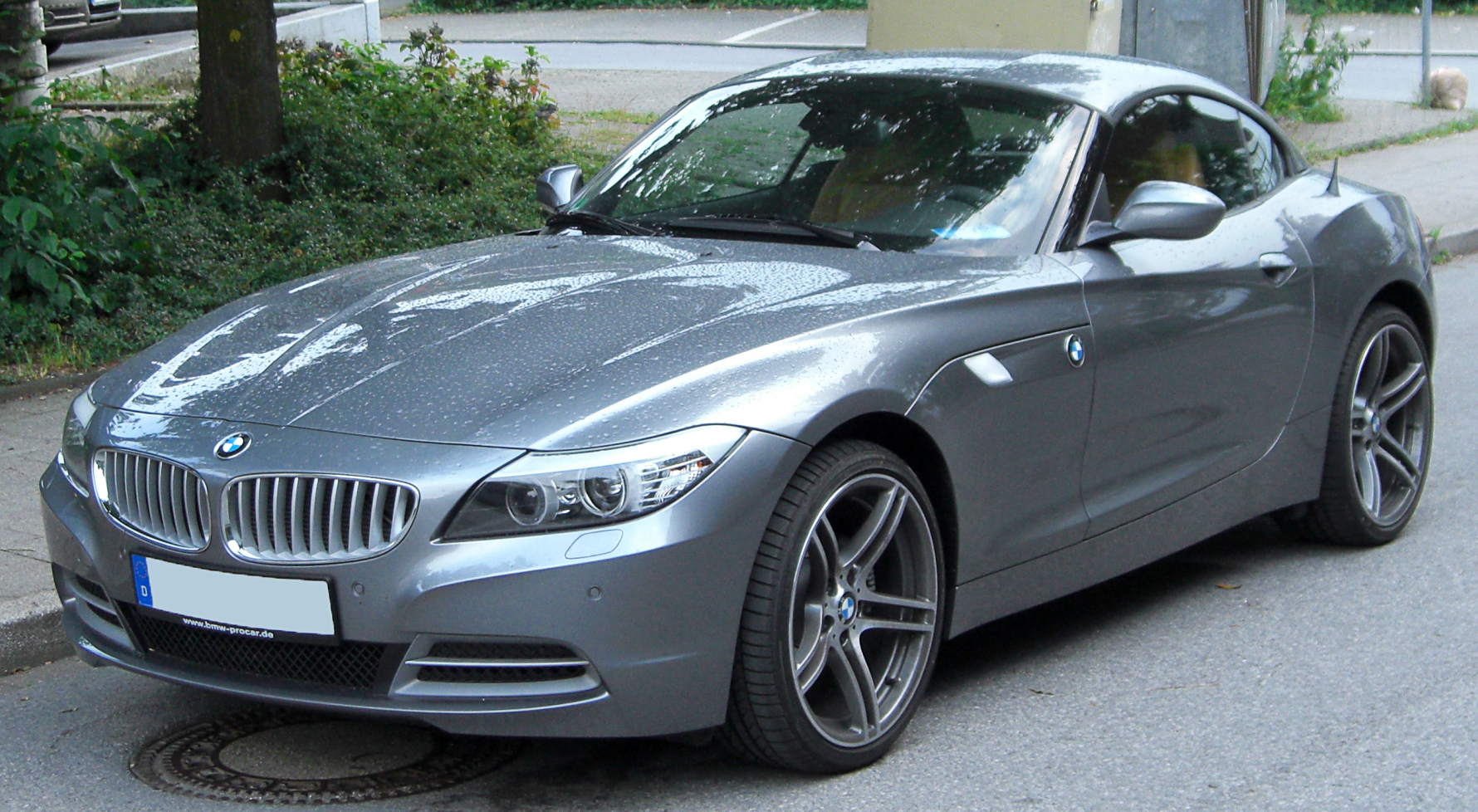
BMW Z4(전기형) 정측면

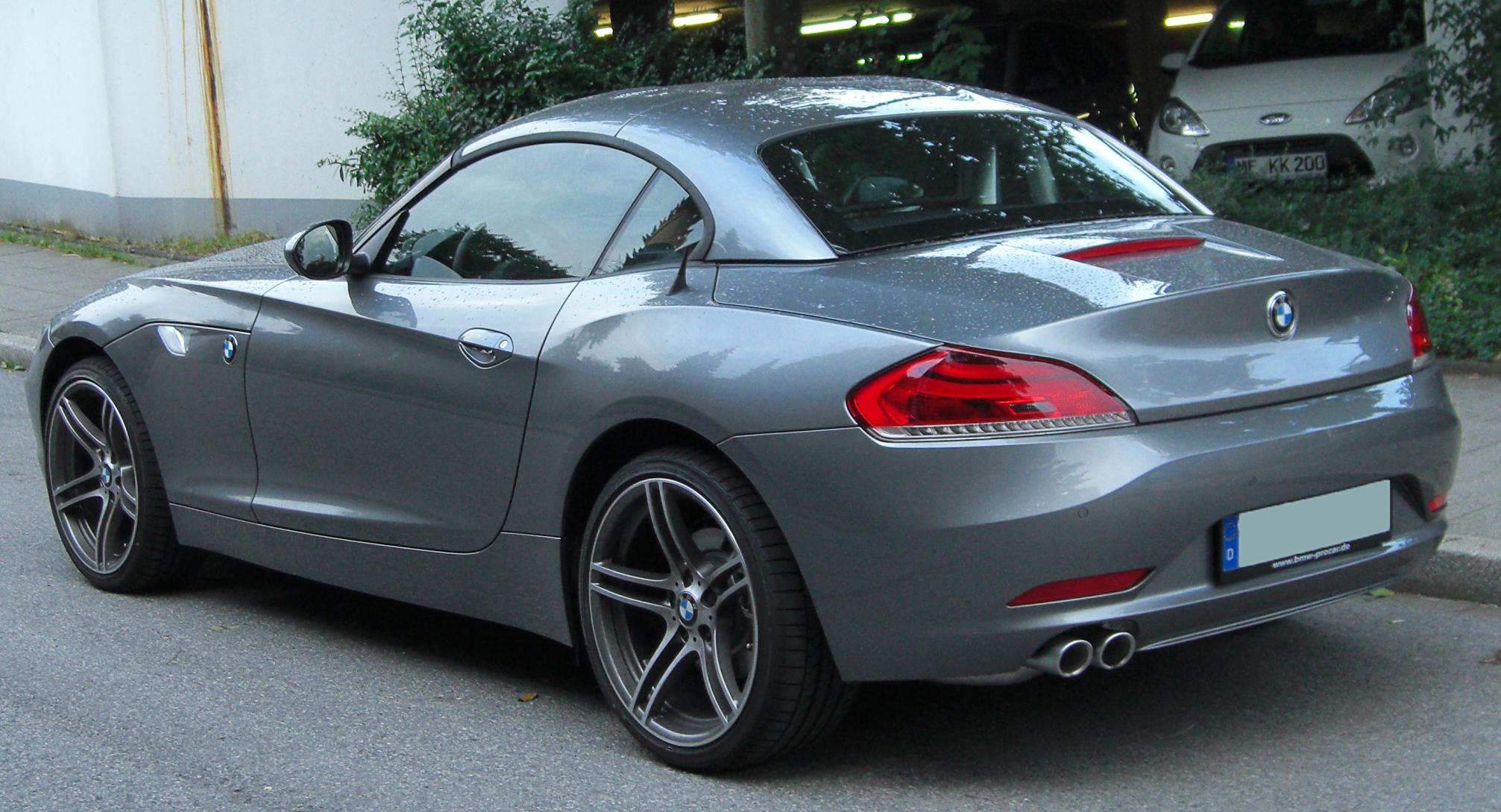
BMW Z4(전기형) 후측면

2009년에 출시된 2세대 Z4는 성능면에서 신형 엔진과 함께 대대적인 변화가 일어나 났고, 1세대에 비해 공기역학적으로 설계되었다. 무게 비율 또한 완벽한 비율인 50:50을 자랑한다. 1세대는 소프트 탑이 적용되었으나, 2세대는 BMW의 로드스터 역사상 최초의 하드 탑이 적용되어 안전성과 정숙성을 높였다. 그 대신에 1세대에 있었던 쿠페 모델은 없어졌다. 1세대에 비해 옆 창문은 40%, 뒷 창문은 52% 늘어나 전반적인 가시성은 14%나 높아졌다. 또한 도어가 열리는 공간은 26mm가 넓어져 지붕이 닫힌 상태에서도 편리하게 타고 내릴 수 있고, 지붕을 열었을 때 180L인 트렁크 공간은 지붕을 닫으면 310L까지 늘어난다. 이는 1세대에 비해 50L가 커진 것으로, 높이 46인치의 골프백을 2개까지 실을 수 있다. 2012년에 페이스 리프트를 거쳤다. 2016년 6월에 생산이 중단되었다.

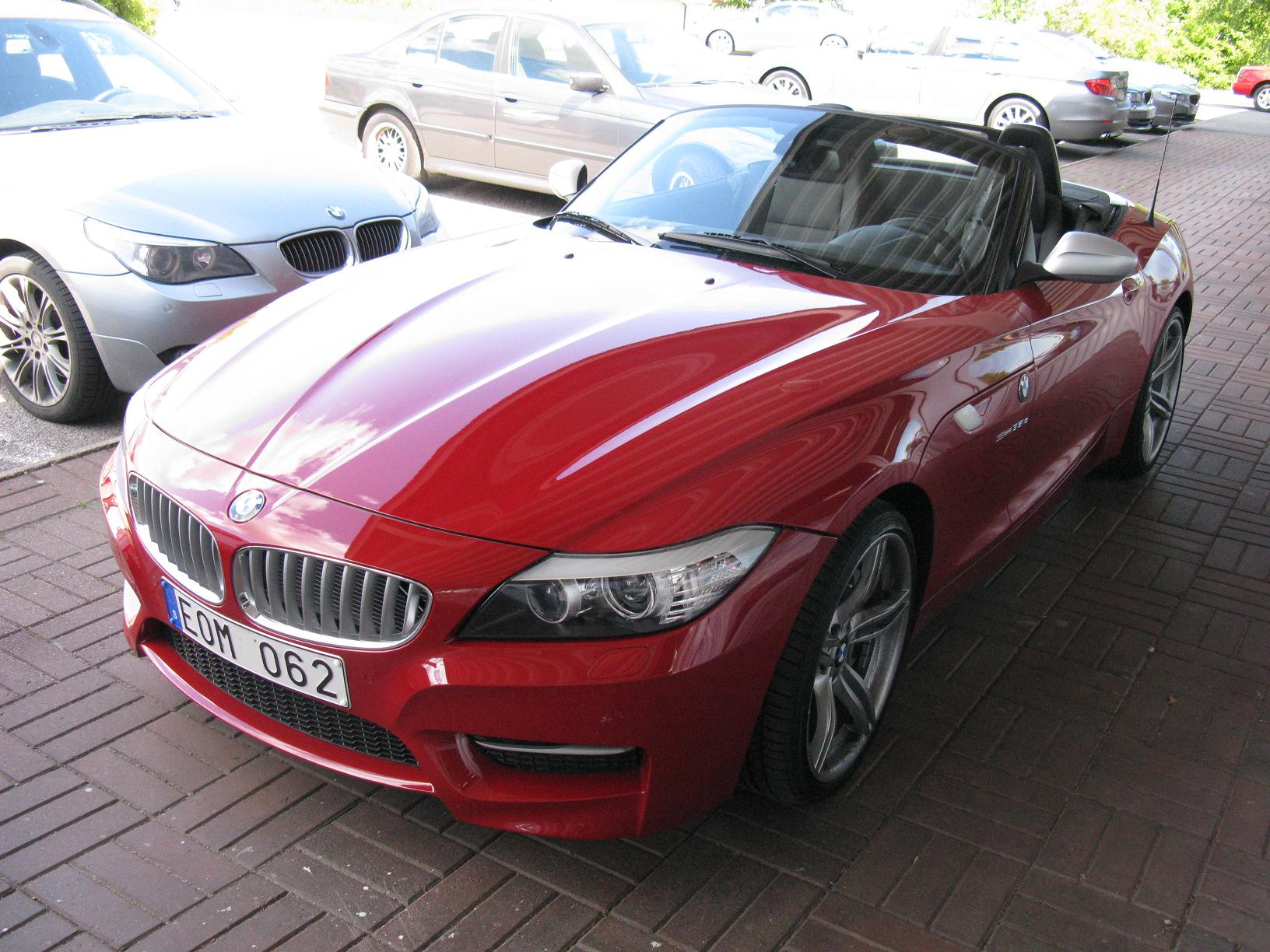
BMW Z4(후기형) 정측면
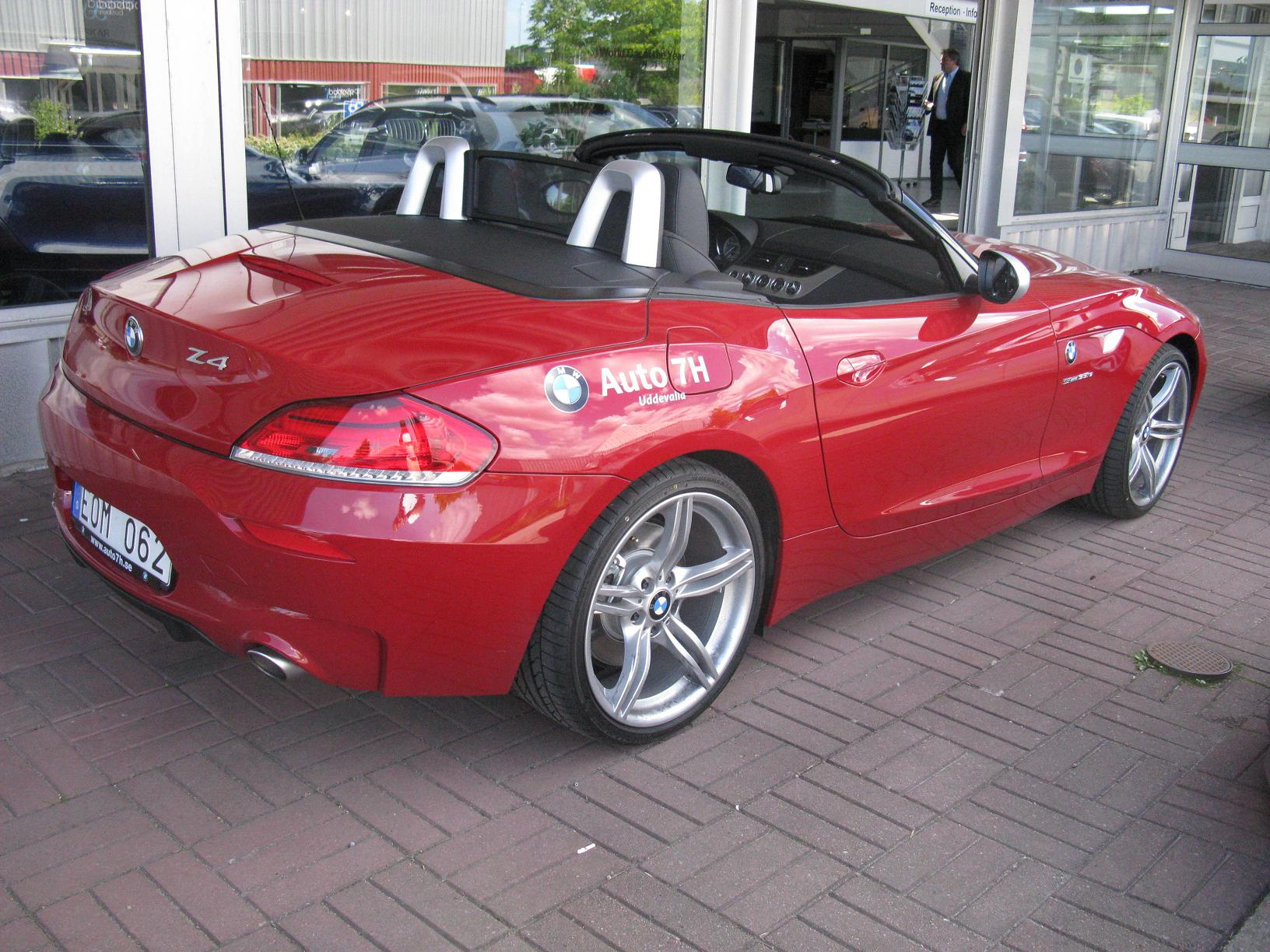
BMW Z4(후기형) 후측면

## 3세대(G29)

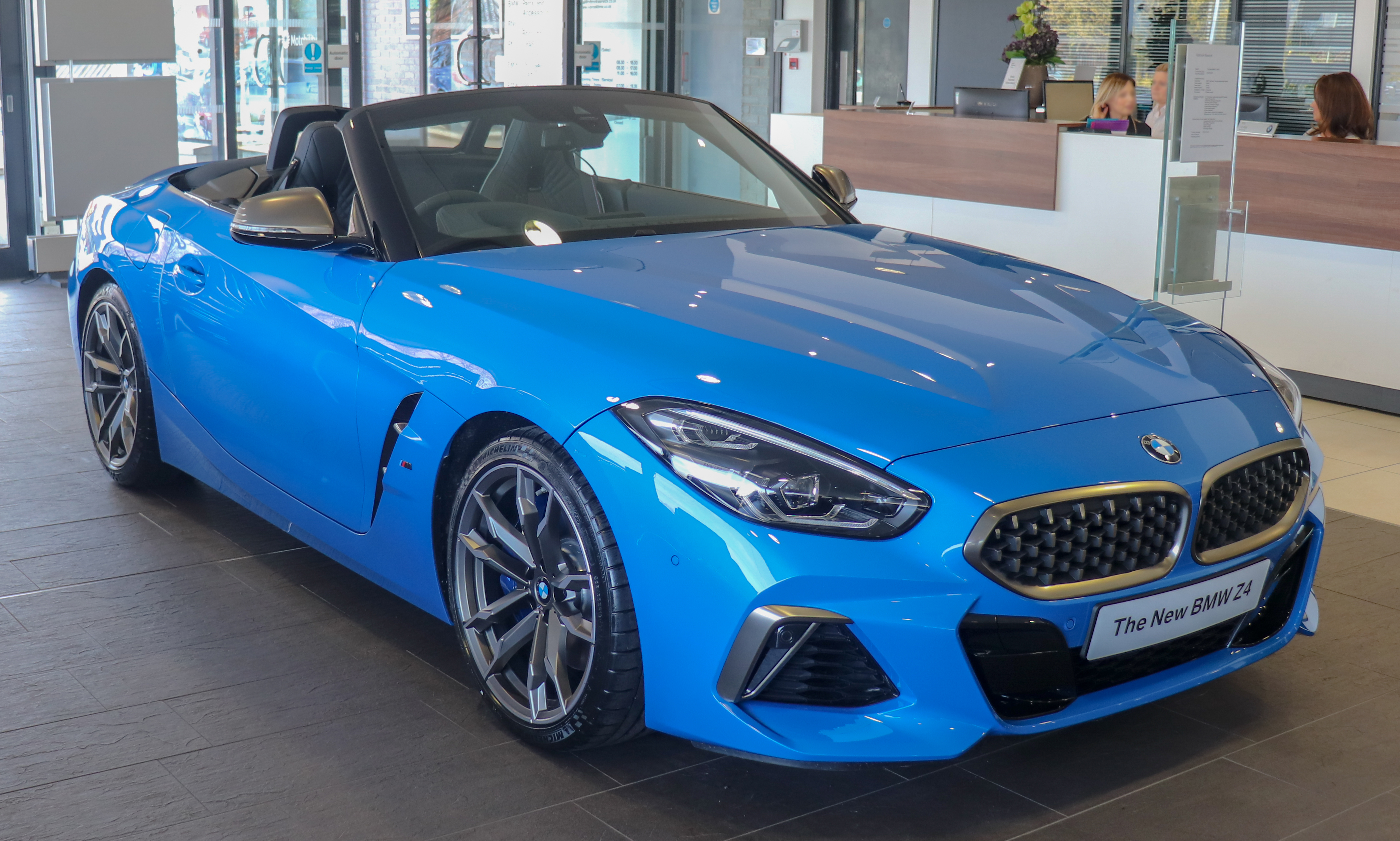
BMW Z4 정측면

2017년에 Z4 컨셉트가 공개되었고, 양산형은  2018년에 페블비치 콩구르 엘레강스에서 공개되었다. 토요타 수프라의 플랫폼을 공유하며, 소프트 탑으로 다시 돌아왔다.  유튜버 최치원은 z4를 소유중이다.

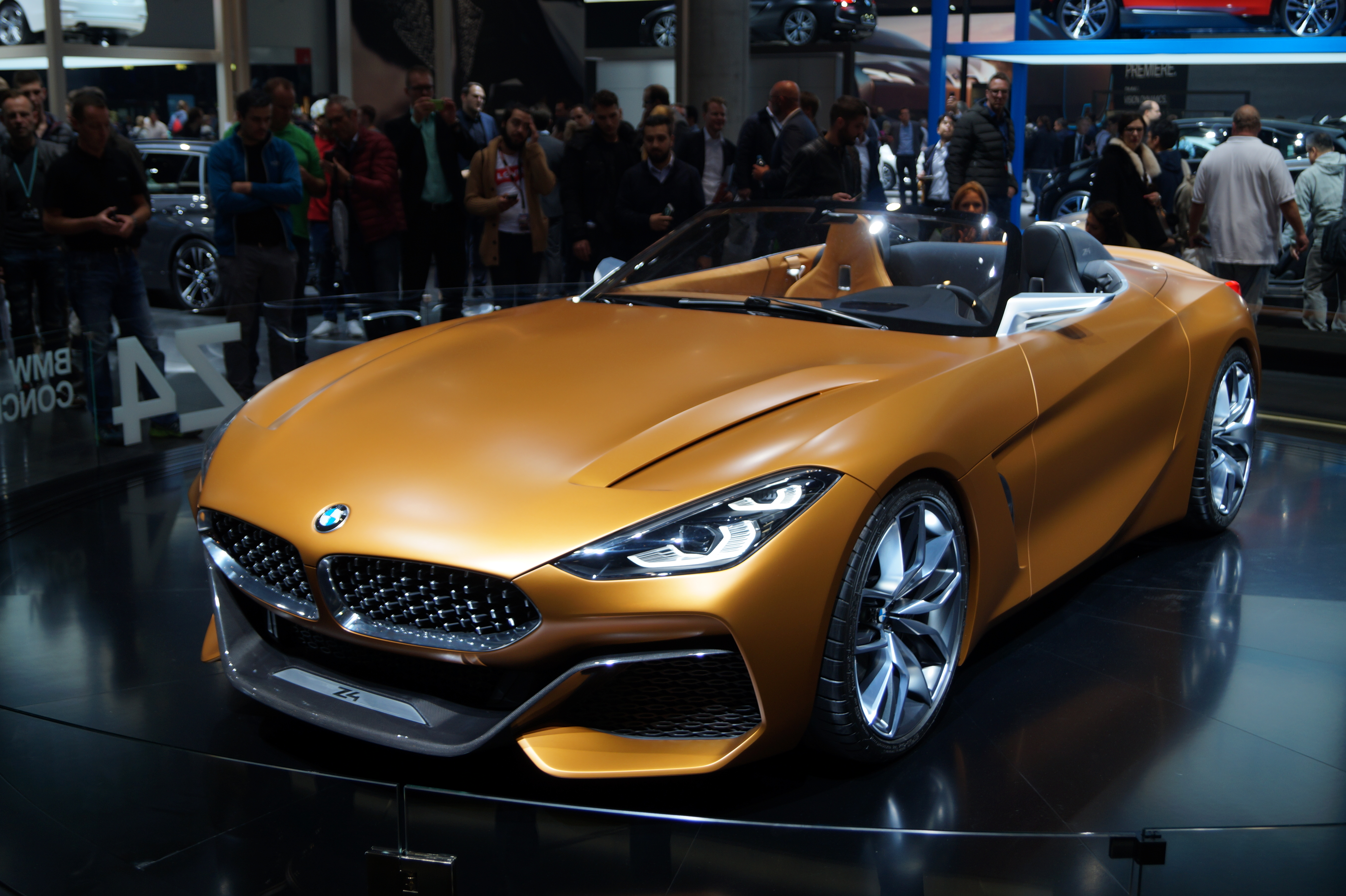
BMW Z4 컨셉트